# Mlecănești
Mlecănești – wieś w Rumunii, w okręgu Dolj, w gminie Mischii. W 2011 roku liczyła 492 mieszkańców.